# Левенштерн, Карл Фёдорович

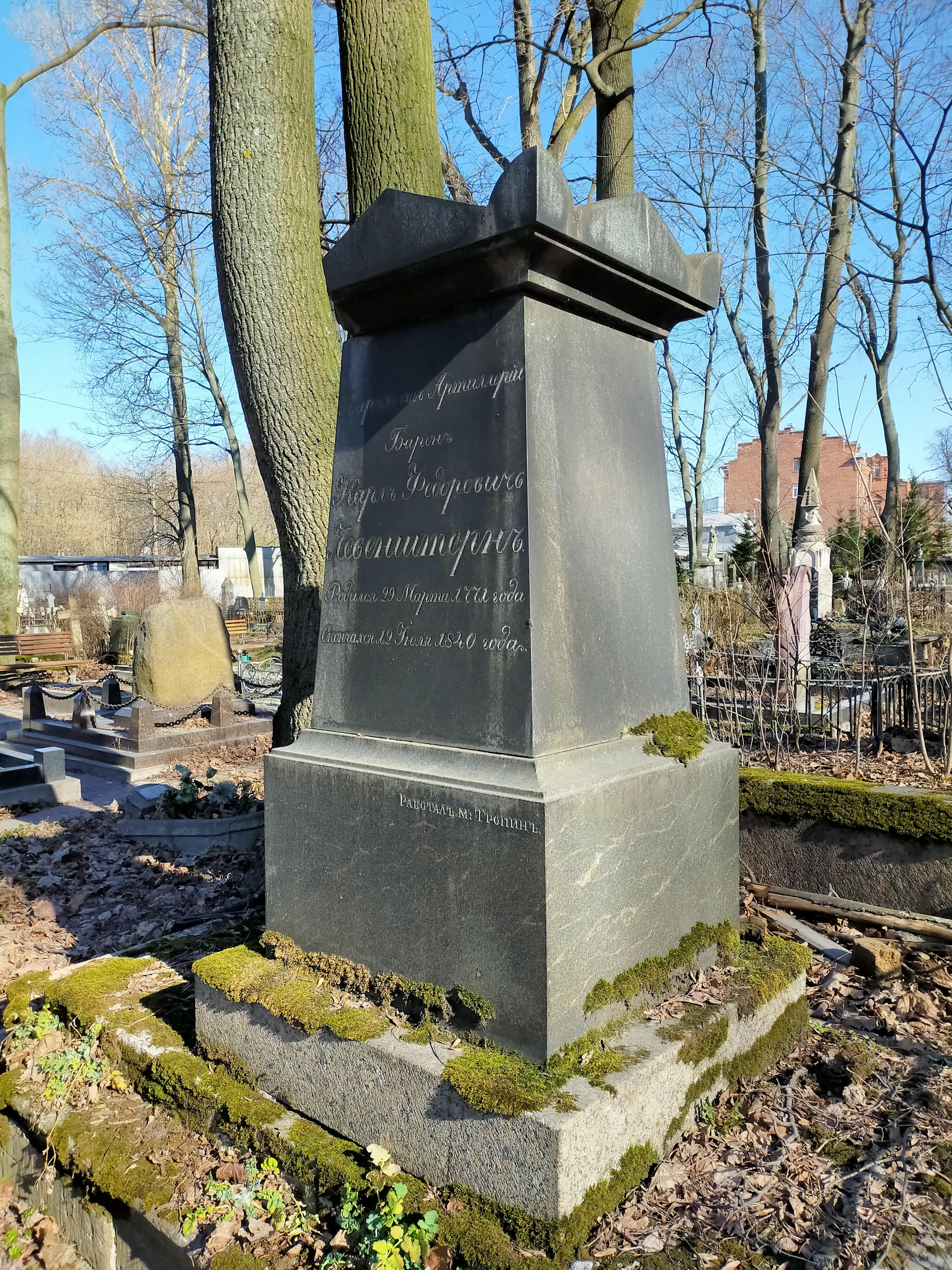
Памятник на могиле К.Ф. Левенштерна, Волковское лютеранское кладбище

Барон Карл Фёдорович Левенштерн (29 марта 1771, Вюртемберг — 12 июля 1840, Санкт-Петербург) — герой войны 1812 года, командующий артиллерией русской армии Отечественной войны 1812 года, генерал от артиллерии Русской императорской армии, член Военного совета Российской империи.

## Биография
Карл Левенштерн родился 29 марта 1771 года в Вюртемберге, в детстве был привезен в Россию и определен сперва в Артиллерийский и Инженерный (ныне 2-й) кадетский корпус, а в 1788 году — в Морской кадетский корпус. Гардемарином в том же году принял участие на фрегате «Подражислав» в Гогландском сражении во время Русско-шведской войны.
Карл Левенштерн в 1789 году поступил в звании поручика в Нарвский пехотный полк в связи с невозможностью дальнейшего похождения службы в морском флоте по причине непереносимости морской болезни. Участвовал в Русско-шведской войне на суше, за отличие произведен в капитаны.
В 1797 году перешел в артиллерийские части, в 1799 году произведен в полковники. В 1804 году принял командование над 2-м артиллерийским полком. Чин генерал-майора получил в 1805 году одновременно с назначением шефом 1-го артиллерийского полка. В связи с реформированием организационной структуры артиллерии и формированием бригад, в 1805 году принял командование над 2-й, 3-й, 4-й и 6-й артиллерийскими бригадами. С началом Русско-прусско-французской войны в 1806 году вместе со своими бригадами принял в ней участие. Артиллерия Левенштейна участвовала в боях против французов под Янковом, Ландсбергом, в Битве при Прейсиш-Эйлау, в Сражении при Гейльсберге и Битве под Фридландом. За ратные подвиги в этих боях награждён орденом Святого Владимира 3 степени и золотой шпагою с алмазами.

В началом Отечественной войны 1812 года барон Карл Левенштерн назначен начальником артиллерии 2-й Западной армии. После соединении армий под общим началом М. И. Кутузова возглавил всю артиллерию армии. За Бородинское сражение 20 октября 1812 года награждён Орденом Святого Георгия 3-го класса (№ 251): 
В награду за мужество и храбрость, оказанные в сражении против французских войск 26-го августа при Бородине.
Когда французская армия отодвинула наши позиции артиллерии на левом фланге, барон Карл Левенштерн лично возглавил бригаду 27-й дивизии и штыковой атакой отогнал противника и вернул артиллерийским батареям свои позиции.
В декабре 1812 года принял командование над артиллерией резерва, гвардейского и гренадерского корпусов. В заграничном походе 1813—1814 гг. руководил артиллерией в сражениях под Дрезденом, Неллендорфом, Петерсвальде, Кульмом и Лейпцигом, под Бар-сюр-Обе, Арси-сюр-Обе, Фер-Шампенуазе и Парижем.
После войны Карл Фёдорович Левенштерн занимал должность начальника артиллерии 7-го корпуса, с июня 1816 года — начальник артиллерии 2-й армии. Чин генерал-лейтенанта присвоен 1 мая 1818 года.
Принимал участие в Русско-турецкой войне 1828—1829 гг. в должности начальника артиллерии русской армии. За отличие в службе 21 апреля 1829 был произведен в генералы от артиллерии и награждён орденом Святого Александра Невского с алмазами. В апреле 1831 года принял командование артиллерией Резервной армии. Состоял членом Военного совета Российской империи с 11 июня 1832 года.
Барон Карл Фёдорович Левенштерн умер в 1840 году и был похоронен на Волковом лютеранском кладбище Петербурга.